# Hamburger Sport-Verein 2017-2018
Questa voce raccoglie le informazioni riguardanti l'Hamburger Sport-Verein nelle competizioni ufficiali della stagione 2017-2018.

## Stagione
Nella stagione 2017-2018 l'Amburgo, allenato da Markus Gisdol e Bernd Hollerbach, concluse il campionato di Bundesliga al 17º posto e retrocedette in 2. Bundesliga per la prima volta nella sua storia.
In coppa di Germania l'Amburgo fu eliminato al primo turno dall'Osnabrück.

## Rosa
| N. |                        | Ruolo | Calciatore            |
| -- | ---------------------- | ----- | --------------------- |
| 1  | Germania (bandiera)    | P     | Christian Mathenia    |
| 2  | Germania (bandiera)    | D     | Dennis Diekmeier      |
| 4  | Paesi Bassi (bandiera) | D     | Rick van Drongelen    |
| 5  | Albania (bandiera)     | D     | Mërgim Mavraj         |
| 6  | Brasile (bandiera)     | D     | Douglas Santos        |
| 7  | Stati Uniti (bandiera) | A     | Bobby Wood            |
| 8  | Germania (bandiera)    | C     | Lewis Holtby          |
| 9  | Grecia (bandiera)      | D     | Kyriakos Papadopoulos |
| 11 | Germania (bandiera)    | A     | André Hahn            |
| 12 | Brasile (bandiera)     | C     | Walace                |
| 13 | Germania (bandiera)    | P     | Julian Pollersbeck    |
| 14 | Germania (bandiera)    | C     | Aaron Hunt            |
| 15 | Germania (bandiera)    | A     | Luca Waldschmidt      |
| 16 | Svizzera (bandiera)    | C     | Vasilije Janjičić     |
| 17 | Serbia (bandiera)      | C     | Filip Kostić          |
| 18 | Gambia (bandiera)      | C     | Bakery Jatta          |

| N. |                                 | Ruolo | Calciatore        |
| -- | ------------------------------- | ----- | ----------------- |
| 19 | Germania (bandiera)             | A     | Sven Schipplock   |
| 20 | Svezia (bandiera)               | C     | Albin Ekdal       |
| 22 | Germania (bandiera)             | D     | Bjarne Thölke     |
| 23 | Bosnia ed Erzegovina (bandiera) | C     | Sejad Salihović   |
| 24 | Giappone (bandiera)             | D     | Gōtoku Sakai      |
| 25 | Germania (bandiera)             | A     | Mats Köhlert      |
| 26 | Germania (bandiera)             | A     | Törles Knöll      |
| 27 | Germania (bandiera)             | C     | Nicolai Müller    |
| 28 | Germania (bandiera)             | C     | Gideon Jung       |
| 30 | Svizzera (bandiera)             | P     | Andreas Hirzel    |
| 36 | Germania (bandiera)             | P     | Tom Mickel        |
| 38 | Germania (bandiera)             | D     | Jonas Behounek    |
| 40 | Germania (bandiera)             | A     | Jann-Fiete Arp    |
| 43 | Giappone (bandiera)             | A     | Tatsuya Itō       |
| 46 | Germania (bandiera)             | D     | Stephan Ambrosius |
| 47 | Germania (bandiera)             | D     | Josha Vagnoman    |

## Organigramma societario
Area tecnica
- Allenatore: Christian Titz
- Allenatore in seconda: Marinus Bester, André Kilian, Matthias Kreutzer, Soner Uysal
- Preparatore dei portieri: Nico Stremlau
- Preparatori atletici: Daniel Müssig, Sebastian Capel

## Risultati

### Bundesliga

#### Girone di andata
| Arbitro: | Siebert |

|           |           |  |
| Müller 8’ | Marcatori |  |

| Arbitro: | Storks |

|              |           |                              |
| Sørensen 90’ | Marcatori | 28’ Hahn 34’ Wood 90’ Holtby |

| Arbitro: | Aytekin |

|  |           |                      |
|  | Marcatori | 67’ Keïta 75’ Werner |

| Arbitro: | Hartmann |

|                      |           |  |
| Harnik 50’ Bebou 82’ | Marcatori |  |

| Arbitro: | Zwayer |

|  |           |                                       |
|  | Marcatori | 24’ Kagawa 63’ Aubameyang 79’ Pulisic |

| Arbitro: | Kampka |

|                             |           |  |
| Volland 20’, 83’ Alario 23’ | Marcatori |  |

| Amburgo 30 settembre 2017, ore 18:30 7ª giornata | Amburgo | 0 – 0 referto | Werder Brema | Volksparkstadion (54.613 spett.)\| Arbitro: \| Aytekin \| |
| Arbitro:                                         | Aytekin |               |              |                                                           |

| Arbitro: | Brych |

|                             |           |                                |
| Maxim 2’ Bell 52’ Latza 58’ | Marcatori | 9’ Walace 90’ (rig.) Salihović |

| Arbitro: | Fritz |

|  |           |             |
|  | Marcatori | 52’ Tolisso |

| Arbitro: | Brych |

|                     |           |         |
| Stark 17’ Rekik 50’ | Marcatori | 73’ Arp |

| Arbitro: | Winkmann |

|                             |           |                    |
| Hunt 20’ Kostić 65’ Arp 69’ | Marcatori | 55’ (rig.) Ginczek |

| Arbitro: | Hartmann |

|                                  |           |  |
| Santo 17’ (rig.) Burgstaller 77’ | Marcatori |  |

| Arbitro: | Dankert |

|                                        |           |  |
| Akpoguma 6’ (aut.) Kostić 75’ Jung 88’ | Marcatori |  |

| Friburgo in Brisgovia 1º dicembre 2017, ore 20:30 14ª giornata | Friburgo | 0 – 0 referto | Amburgo | Schwarzwald-Stadion (24.000 spett.)\| Arbitro: \| Brand \| |
| Arbitro:                                                       | Brand    |               |         |                                                            |

| Amburgo 9 dicembre 2017, ore 15:30 15ª giornata | Amburgo | 0 – 0 referto | Wolfsburg | Volksparkstadion (45.226 spett.)\| Arbitro: \| Dingert \| |
| Arbitro:                                        | Dingert |               |           |                                                           |

| Arbitro: | Gräfe |

|                 |           |                        |
| Papadopoulos 9’ | Marcatori | 16’ Wolf 24’ Gaćinović |

| Arbitro: | Schmidt |

|                            |           |          |
| Hazard 9’ Raffael 74’, 79’ | Marcatori | 53’ Hahn |

#### Girone di ritorno
| Arbitro: | Gräfe |

|         |           |  |
| Koo 45’ | Marcatori |  |

| Arbitro: | Winkmann |

|  |           |                  |
|  | Marcatori | 27’, 67’ Terodde |

| Arbitro: | Cortus |

|          |           |            |
| Bruma 9’ | Marcatori | 29’ Kostić |

| Arbitro: | Stegemann |

|            |           |            |
| Kostić 86’ | Marcatori | 37’ Fossum |

| Arbitro: | Fritz |

|                         |           |  |
| Batshuayi 49’ Götze 90’ | Marcatori |  |

| Arbitro: | Brych |

|          |           |                        |
| Hahn 70’ | Marcatori | 40’ Bailey 50’ Havertz |

| Arbitro: | Zwayer |

|                      |           |  |
| Drongelen 86’ (aut.) | Marcatori |  |

| Amburgo 3 marzo 2018, ore 15:30 25ª giornata | Amburgo | 0 – 0 referto | Magonza | Volksparkstadion (46.739 spett.)\| Arbitro: \| Schmidt \| |
| Arbitro:                                     | Schmidt |               |         |                                                           |

| Arbitro: | Dingert |

|                                                            |           |  |
| Ribéry 8’, 81’ Lewandowski 12’, 19’, 90’ (rig.) Robben 55’ | Marcatori |  |

| Arbitro: | Kampka |

|            |           |                      |
| Santos 25’ | Marcatori | 56’ Lazaro 63’ Kalou |

| Arbitro: | Brych |

|             |           |            |
| Ginczek 44’ | Marcatori | 18’ Holtby |

| Arbitro: | Dingert |

|                                |           |                          |
| Kostić 17’ Holtby 52’ Hunt 84’ | Marcatori | 9’ Naldo 63’ Burgstaller |

| Arbitro: | Osmers |

|                       |           |  |
| Gnabry 18’ Szalai 27’ | Marcatori |  |

| Arbitro: | Cortus |

|            |           |  |
| Holtby 54’ | Marcatori |  |

| Arbitro: | Siebert |

|             |           |                                            |
| Brekalo 78’ | Marcatori | 43’ (rig.) Wood 45’ Holtby 90’ Waldschmidt |

| Arbitro: | Aytekin |

|                                  |           |  |
| Wolf 31’ Mascarell 77’ Meier 90’ | Marcatori |  |

| Arbitro: | Brych |

|                            |           |           |
| Hunt 11’ (rig.) Holtby 63’ | Marcatori | 28’ Drmić |

### Coppa di Germania
| Arbitro: | Aytekin |

|                                  |           |                 |
| Savran 39’ Heider 61’ Arslan 71’ | Marcatori | 74’ (rig.) Wood |

## Statistiche

### Statistiche di squadra
| Competizione      | Punti | In casa | In casa | In casa | In casa | In casa | In casa | In trasferta | In trasferta | In trasferta | In trasferta | In trasferta | In trasferta | Totale | Totale | Totale | Totale | Totale | Totale | DR  |
| Competizione      | Punti | G       | V       | N       | P       | Gf      | Gs      | G            | V            | N            | P            | Gf           | Gs           | G      | V      | N      | P      | Gf     | Gs     | DR  |
| ----------------- | ----- | ------- | ------- | ------- | ------- | ------- | ------- | ------------ | ------------ | ------------ | ------------ | ------------ | ------------ | ------ | ------ | ------ | ------ | ------ | ------ | --- |
| Bundesliga        | 31    | 17      | 6       | 4       | 7       | 17      | 19      | 17           | 2            | 3            | 12           | 12           | 34           | 34     | 8      | 7      | 19     | 29     | 53     | -24 |
| Coppa di Germania | -     | 0       | 0       | 0       | 0       | 0       | 0       | 1            | 0            | 0            | 1            | 1            | 3            | 1      | 0      | 0      | 1      | 1      | 3      | -2  |
| Totale            | -     | 17      | 6       | 4       | 7       | 17      | 19      | 18           | 2            | 3            | 13           | 13           | 37           | 35     | 8      | 7      | 20     | 30     | 56     | -26 |

### Andamento in campionato
| Giornata  | 1 | 2 | 3 | 4 | 5  | 6  | 7  | 8  | 9  | 10 | 11 | 12 | 13 | 14 | 15 | 16 | 17 | 18 | 19 | 20 | 21 | 22 | 23 | 24 | 25 | 26 | 27 | 28 | 29 | 30 | 31 | 32 | 33 | 34 |
| --------- | - | - | - | - | -- | -- | -- | -- | -- | -- | -- | -- | -- | -- | -- | -- | -- | -- | -- | -- | -- | -- | -- | -- | -- | -- | -- | -- | -- | -- | -- | -- | -- | -- |
| Luogo     | C | T | C | T | C  | T  | C  | T  | C  | T  | C  | T  | C  | T  | C  | C  | T  | T  | C  | T  | C  | T  | C  | T  | C  | T  | C  | T  | C  | T  | C  | T  | T  | C  |
| Risultato | V | V | P | P | P  | P  | N  | P  | P  | P  | V  | P  | V  | N  | N  | P  | P  | P  | P  | N  | N  | P  | P  | P  | N  | P  | P  | N  | V  | P  | V  | V  | P  | V  |
| Posizione | 5 | 3 | 7 | 8 | 11 | 15 | 16 | 15 | 16 | 16 | 15 | 15 | 15 | 15 | 15 | 16 | 17 | 17 | 17 | 17 | 17 | 17 | 17 | 17 | 17 | 17 | 18 | 18 | 17 | 17 | 17 | 17 | 17 | 17 |

Legenda:

Luogo: C = Casa; T = Trasferta. Risultato: V = Vittoria; N = Pareggio; P = Sconfitta.

### Statistiche dei giocatori
| Giocatore        | Bundesliga | Bundesliga | Bundesliga  | Bundesliga | Coppa di Germania | Coppa di Germania | Coppa di Germania | Coppa di Germania | Totale   | Totale | Totale      | Totale     |
| Giocatore        | Presenze   | Reti       | Ammonizioni | Espulsioni | Presenze          | Reti              | Ammonizioni       | Espulsioni        | Presenze | Reti   | Ammonizioni | Espulsioni |
| ---------------- | ---------- | ---------- | ----------- | ---------- | ----------------- | ----------------- | ----------------- | ----------------- | -------- | ------ | ----------- | ---------- |
| A. Hirzel        | -          | -          | -           | -          | -                 | -                 | -                 | -                 | -        | -      | -           | -          |
| C. Mathenia      | 24         | 0          | 2           | 0          | 1                 | 0                 | 0                 | 0                 | 25       | 0      | 2           | 0          |
| T. Mickel        | -          | -          | -           | -          | -                 | -                 | -                 | -                 | -        | -      | -           | -          |
| J. Pollersbeck   | 10         | 0          | 1           | 0          | -                 | -                 | -                 | -                 | 10       | 0      | 1           | 0          |
| S. Ambrosius     | 1          | 0          | 0           | 0          | -                 | -                 | -                 | -                 | 1        | 0      | 0           | 0          |
| J. Behounek      | -          | -          | -           | -          | -                 | -                 | -                 | -                 | -        | -      | -           | -          |
| D. Diekmeier     | 22         | 0          | 4           | 0          | -                 | -                 | -                 | -                 | 22       | 0      | 4           | 0          |
| D. Santos        | 27         | 1          | 6           | 0          | 1                 | 0                 | 0                 | 0                 | 28       | 1      | 6           | 0          |
| G. Jung          | 30         | 1          | 7           | 1          | 1                 | 0                 | 1                 | 0                 | 31       | 1      | 8           | 1          |
| M. Mavraj        | 17         | 0          | 2           | 1          | 1                 | 0                 | 0                 | 0                 | 18       | 0      | 2           | 1          |
| K. Papadopoulos  | 29         | 1          | 11          | 1          | 1                 | 0                 | 1                 | 0                 | 30       | 1      | 12          | 1          |
| G. Sakai         | 28         | 0          | 2           | 0          | 1                 | 0                 | 0                 | 0                 | 29       | 0      | 2           | 0          |
| Y. Seo           | -          | -          | -           | -          | -                 | -                 | -                 | -                 | -        | -      | -           | -          |
| B. Thoelke       | -          | -          | -           | -          | -                 | -                 | -                 | -                 | -        | -      | -           | -          |
| J. Vagnoman      | 1          | 0          | 0           | 0          | -                 | -                 | -                 | -                 | 1        | 0      | 0           | 0          |
| R. van Drongelen | 18         | 0          | 4           | 0          | -                 | -                 | -                 | -                 | 18       | 0      | 4           | 0          |
| A. Ekdal         | 19         | 0          | 3           | 0          | -                 | -                 | -                 | -                 | 19       | 0      | 3           | 0          |
| M. Gouaida       | 1          | 0          | 0           | 0          | -                 | -                 | -                 | -                 | 1        | 0      | 0           | 0          |
| A. Hahn          | 23         | 3          | 0           | 0          | 1                 | 0                 | 1                 | 0                 | 24       | 3      | 1           | 0          |
| L. Holtby        | 16         | 6          | 1           | 0          | 1                 | 0                 | 0                 | 0                 | 17       | 6      | 1           | 0          |
| A. Hunt          | 29         | 3          | 1           | 0          | 1                 | 0                 | 0                 | 0                 | 30       | 3      | 1           | 0          |
| V. Janjičić      | 7          | 0          | 1           | 0          | -                 | -                 | -                 | -                 | 7        | 0      | 1           | 0          |
| M. Köhlert       | -          | -          | -           | -          | -                 | -                 | -                 | -                 | -        | -      | -           | -          |
| F. Kostić        | 30         | 5          | 2           | 0          | -                 | -                 | -                 | -                 | 30       | 5      | 2           | 0          |
| N. Müller        | 2          | 1          | 0           | 0          | 1                 | 0                 | 0                 | 0                 | 3        | 1      | 0           | 0          |
| S. Salihović     | 10         | 1          | 1           | 0          | -                 | -                 | -                 | -                 | 10       | 1      | 1           | 0          |
| M. Steinmann     | 8          | 0          | 2           | 0          | -                 | -                 | -                 | -                 | 8        | 0      | 2           | 0          |
| . Walace         | 18         | 1          | 3           | 0          | 1                 | 0                 | 0                 | 0                 | 19       | 1      | 3           | 0          |
| J. Arp           | 18         | 2          | 1           | 0          | -                 | -                 | -                 | -                 | 18       | 2      | 1           | 0          |
| T. Ito           | 20         | 0          | 1           | 0          | -                 | -                 | -                 | -                 | 20       | 0      | 1           | 0          |
| B. Jatta         | 10         | 0          | 1           | 0          | -                 | -                 | -                 | -                 | 10       | 0      | 1           | 0          |
| T. Knöll         | 1          | 0          | 0           | 0          | -                 | -                 | -                 | -                 | 1        | 0      | 0           | 0          |
| S. Schipplock    | 10         | 0          | 0           | 0          | 1                 | 0                 | 0                 | 0                 | 11       | 0      | 0           | 0          |
| L. Waldschmidt   | 21         | 1          | 0           | 0          | 1                 | 0                 | 0                 | 0                 | 22       | 1      | 0           | 0          |
| B. Wood          | 24         | 2          | 1           | 1          | 1                 | 1                 | 0                 | 0                 | 25       | 3      | 1           | 1          |